# Elçin Ali
Elçin Ali dříve známý jako Elčin Alijev (* 26. dubna 1990) je ázerbájdžánský zápasník – klasik, který od roku 2018 reprezentuje Turecko.

## Sportovní kariéra
Zápasení se věnoval od 11 let v Sumgaitu pod vedením Arifa Süleymanova. Specializoval se na řecko-římský (klasický) styl. Vrcholově se připravoval v Baku pod vedením Abulfata Mammadova. V ázerbájdžánské mužské reprezentaci se pohyboval od roku 2009 ve váze do 55 kg. V roce 2012 prohrál účast na olympijských hrách v Londýně s Rovšanem Bajramovem.
Začátkem roku 2014 se nepohodl s reprezentačním trenérem Ajdarem Džafarovem ohledně délky své brady, kterou si jako muslim začal pěstovat. Výsledkem tohoto sporu bylo předčasné ukončení sportovní kariéry. Později se přestěhoval do turecké Bursy, kde začal opět zápasit v klubu Bursa Büyükşehir Belediyesi. V roce 2018 poprvé reprezentoval Turecko na mistrovství Evropy pod změněným jménem Elçin Ali.

## Výsledky
| Olympijské hry     |    | —   |   |     |   | —  |    |   |   | — |   |     |  |  |  |  |  |  |  |  |  |  |  |  |
| Mistrovství světa  | —  |     | — | úč. | — |    | —  | — | — |   | — | —   |  |  |  |  |  |  |  |  |  |  |  |  |
| Evropské hry       |    |     |   |     |   |    |    |   | — |   |   |     |  |  |  |  |  |  |  |  |  |  |  |  |
| Mistrovství Evropy | —  | —   | — | 1.  | — | 1. | 2. | — | — | — | — | úč. |  |  |  |  |  |  |  |  |  |  |  |  |
| MS juniorů         | —  | úč. | — | —   |   |    |    |   |   |   |   |     |  |  |  |  |  |  |  |  |  |  |  |  |
| ME juniorů         | 1. | —   | — | —   |   |    |    |   |   |   |   |     |  |  |  |  |  |  |  |  |  |  |  |  |